# 暁のヨナ
『暁のヨナ』（あかつきのヨナ）は、草凪みずほによる日本の漫画作品。作品タイトルロゴ内には『YONA -The girl standing in the blush of dawn-』という英語表記も含まれている。ただし英語圏でのタイトルは、『Yona of the dawn』である。
『花とゆめ』（白泉社）にて、2009年17号から連載中。2014年10月より2015年3月までテレビアニメが放送された。2016年3月に舞台化。熊本地震の影響で、2016年11号は休載。2021年12月時点で全世界累計部数は1400万部を突破している。
古代アジアをモチーフにしたファンタジー作品。謀反により王都を追われた王女が、神託に従って不思議な力を持つ者たちと共に生き抜くという貴種流離譚。

## あらすじ
高華王国（こうかおうこく）の王女ヨナは珍しい赤い癖毛と恋愛ぐらいしか悩みのない、気は強くとも無知でか弱い姫君だった。優しい父王や護衛達に庇護され、大切に、そして甘やかされて育った。専属護衛のハク、従兄であるスウォン、ヨナの3人は幼馴染で、中でもスウォンには長年恋心を抱いていたが、父王には反対されていた。
16歳の誕生日に、スウォンから赤毛に似合う美しい簪を贈られ、スウォンに対する想いを諦められないと改めて気付いたヨナ。説得のため父の寝所を訪れた彼女が目にしたのは、すでに事切れた父王と、剣を父の血で赤く染めたスウォンの姿であった。スウォンは実は王位簒奪に向けて以前から暗躍していたのだ。自らも命を狙われたヨナは、幼馴染のハクに助けられ、命からがら城の外へと逃げ延びた。
ハクの故郷である、風の部族の「風牙の都」に身を寄せたヨナは、人々の温かな振る舞いに活力を取り戻す。しかし、自分の存在が人々を争いに巻き込むと悟ったヨナは、ハクと共に旅立ちの決心をする。ムンドクの助言に従い、過去に城から追放された神官を探すことにした2人。途中、火の部族からの追手に対し、ハクに守られることしかできなかったヨナは「神に問う前に自分に問うことがあるはずだ」と剣を取り、長い赤毛を切り捨て、自らも戦う覚悟を決める。
絶壁から落ちた2人は、通りすがりの少年ユンに拾われ、奇跡的に生き延びた。そして、2人を拾ったユンは、神官イクスの同居人であった。偶然の重なりから遂に神官と出会ったヨナは、神官から神託を授けられた。
――闇落つる大地 龍の血により再び蘇らん 古の盟約に従い 四龍集結せん時 遂に赤き龍 暁より還り給う――
偶然の域を超えた度重なる奇跡は最早天命であり、ヨナがただ穏やかに生きていくことは出来ないことを示唆する神官イクス。この神託を建国神話になぞらえたものであると理解したハク・ヨナは、謎めいたそれに賭け、ユンと共に「四龍の戦士」を捜す旅に出ることとなる。

## 登場人物
※担当声優はドラマCD版・テレビアニメ版共通のもの。演は舞台版キャスト。

### 主要人物
ヨナ
声 - 斎藤千和 演 - 新垣里沙→生駒里奈（第2弾）
本作の主人公。初登場時15歳。4月7日生まれ。身長157センチメートル。体重42キログラム。この世界では珍しい赤い髪に、王家の象徴の紫の瞳を持つ。
高華王国のただ1人の王女として、空都の緋龍城で大切に育てられる。城にいたころはやや勝気で、赤いくせ毛の髪にコンプレックスを抱いていた。幼いころから従兄で幼馴染のスウォンに想いを寄せていたが、父のイル王からは彼との婚姻を反対されていた。同じく幼馴染のハクに対しては、スウォンへの気持ちを知られていたこともあり、完全に恋愛対象外だった。
16歳の誕生日の夜、スウォンの裏切りにより父を弑逆される。父、城、身分、そして愛する従兄を一夜にして全て失い、また自らの命も風前の灯火であったが、すんでのところでハクに助けられ城から逃げ延びる。一時は廃人同然だったものの、風牙の都で感情を少しずつ取り戻す。逃亡する途中で、追手からハクを守るべく初めて剣を手にする。その過程で長かった髪を切り、自らも戦う覚悟を決める。
国の衰退や自身が住んでいた城内の勢力事情すら知らなかったが、四龍やユンとの出会いを経て自身の無知を自覚し、心身共に着実に成長していく。最初は迷いのあった人を殺す行為も、巻が進むにつれ過ぎた躊躇いはなくなっていく。ハクに教わった弓の腕は確かで、現在はさらに剣の腕を上げるべくハクに頼み込んで日々修行している。窮地に陥った時の冷静さや、凛々しく逞しい姿は、多くの人を惹きつけており、それは旅の仲間も例外ではない。ゼノから緋龍王の生まれ変わりと明言された。緋龍王とは髪の色と髪質が似ている。
元々幼馴染で、今もなおイル王や自分への忠誠心を示し続けるハクは、最も信頼できる存在で、逃亡の旅を通してその思いは恋愛感情へと変化した。クエルボから逃れ戒国から帰ってから、晴れて両思いになった。
行く先々で度々スウォンと偶然に再会している。当初は憎しみや捨てきれない情の間で葛藤していたが、スウォンの王位簒奪は単なる敵討ちではなく別に本来の目的があるらしいと気付き始めてからは、憎しみにとらわれることはなく、冷静にスウォンと話す姿も見受けられるようになった。事件のあった誕生日にスウォンから貰った簪に当初は執着を見せていたが、旅の途中で手放した。
旅の最中に水の都で出会ったリリとは、当初は互いの地位を知らなかったものの、認め合い尊敬し合う親友になっていく。
火の部族の部族長の次男であるカン・テジュンには「姫君」という理由で求婚されていたものの、後に深く敬愛されるようになり、ヨナの影響を受けて民のために尽力するようになってからは、信頼してイザの実を託すなどしている。
ハク
声 - 前野智昭、高垣彩陽（幼少期） 演 - 松下優也→矢部昌暉（DISH//）（第2弾）
ヨナの専属護衛を務める青年。初登場時18歳。8月9日生まれ。身長188センチメートル。体重82キログラム 。黒い髪に黒い瞳を持つ。
緋龍城の要である五将軍の一人で、風の部族の族長だった。皇女であるヨナの専属護衛官も兼任していたため、15歳からは城に居を構えていた。元々は孤児であり、風の部族の先代部族長ムンドクの養子。養子となった時期や経緯は不明。部族長だったころは、風の部族長であることを示す「ソン」をつけて、『ソン・ハク』と名乗っていた。
高華屈指の武人で"高華の雷獣"と呼ばれる。大刀の腕は、キジャに「龍の腕と互角の威力」と言わしめるほど。13歳のころには公式試合で、武人として名高い地の部族長グンテに勝利した。槍や剣、弓など一通りの武器は使える上、素手での実力も高く、剣を構えた空の部族長のジュドを負傷させたこともある。
ヨナに対しては護衛として主に敬語で話すが、幼馴染であるため、時に分不相応な軽口を叩くなど、口調は様々。城で暮らしていたころからヨナに好意を寄せ続けているが、同時にヨナの幸せを一番に願っており、城にいたころは自分の気持ちは心に秘め、ヨナとスウォンが恋仲になれるよう応援していた。スウォンとも幼馴染で、人を動かす能力や鋭い洞察力を持つ彼を認め、「姫さんと結婚して次期王になるのはスウォン様しか認めねえ」などと発言していた。
地位や権力に関心がなく、むしろそれらに縛られることを嫌う風の部族らしい性格。態度を改めたのは、イル王に忠誠を誓い、ヨナの護衛として城で過ごすようになってから。なお、その前からヨナへの恋心を抱いていた様子。
「愚王」「臆病者」だと囁かれていた亡きイル王をただの臆病者ではないと見ていた数少ない人物でもある。イル王にはその裏表のなさを信頼されていた。
スウォンの策略によりイル王弑逆の冤罪をこうむったため、風の部族を守るために将軍職を退くと同時に、ヨナと共に逃亡生活を送ることになる。スウォンに対しては、ヨナ以上に心の整理がついていない。旅の途中で偶然スウォンと再会した際にも、我を忘れるほどの憎しみを見せる。ヨナはハクのスウォンへの気持ちを「誰よりも信頼していたから、誰よりも許せない」のだろうと語っている。スウォンとは咄嗟の判断から打ち合わせもなく共闘する、戦にあたりスウォンとかつて語り合った策を用いるなど、時折信頼関係が垣間見える。
城から追われ、取り巻く環境が変化したため、ヨナへの秘めていた気持ちを改めて自覚。あくまで主と従者だ、と最低限の距離感を保とうと努力していたが、勢いで告白し隠すことはなくなった。
また、ジュドやケイシュクに激しく警戒されており、空都に帰還した際にも、ヨナたちと共に緋龍城に入ることを許されなかった。その後、空の部族に入隊し、一兵からヨナの専属護衛にまでかけ上がる覚悟を決める。
スウォン
声 - 小林裕介、山本希望（幼少期） 演 - 碕理人
ヨナの父方の従兄。イル王の実兄ユホンの息子。初登場時18歳。2月3日生まれ。身長185センチメートル。体重70キログラム 。金茶の長髪で、下の方で結わえている。
普段は穏やかでおっとりとしており、締まりがない印象を与えがちだが、実際はかなり聡明で、冷徹に物事を見極める視野を持ち、剣の腕も立つ。ヨナやハクとは幼馴染であり、幼いころからとても仲が良かった。ヨナを妹のように可愛がり、ハクを兄のように慕い憧れていた。父であるユホンを敬愛し、ムンドクを師匠と呼び尊敬していた。
ヨナの16歳の誕生日、前々から計画していた謀反を実行し、叔父のイル王を弑逆。偶然現場に居合わせたヨナまでも手に掛ける素振りを見せ、さらにハクにも剣を向けたが、最終的にはヨナとハクへ追っ手を向けなかった。ヨナとハクが絶壁から落ちたと知らせを受けた時には言葉を失い、ヨナと偶然再会した折には配下に見つからないよう隠し庇い、ハクに殺意を向けられた際にも剣を向けることが出来なかったりと、捨てきれない情がある描写は多い。「（従者として）ハクが欲しい」と言いながら、ヨナとハクを追放するであろう未来に対し「ヨナを守ってください」とハクに頼む回想シーンもある。
ハクにイル王弑逆の罪とヨナ誘拐の罪を負わせ、スウォンの即位を最後まで認めなかった風の部族には圧力をかけ従わせ、高華王国・空の部族第11代目国王として即位した。ヨナにはイル王弑逆の動機を「父の仇討ち」と語ったが、経緯は謎に包まれたままである。
弱体化した国を憂いており、国民を犠牲にしたくないと思う反面、国を守るためならば多少の犠牲を払う覚悟も併せ持つ。空都の情報屋の頭であるオギと9歳のころから知り合いであり、現在でもお忍びで情報収集をしている。王としての素質は大いにあるが、裏を返せば人としての感情が読み取り辛く、大変謎の多い人物でもある。髪を除けば緋龍王と最も似ている。
頭痛の症状があり、ミンスを医務官につけている。
実は緋龍王の末裔で、実母ヨンヒがその血筋にあたる。緋龍王の末裔に発症する病を患っており、頭痛の原因はこの病に来由している。

### 旅の仲間
ユン
声 - 皆川純子  演 - 樋口裕太
初登場時15歳。9月25日生まれ。身長162センチメートル。茶髪に青い瞳を持ち、頭に羽根飾りを着けている。仲間内では最年少。
元々は火の部族領の東火村の生まれで神官イクスに保護された孤児。実際は生活能力のないイクスの面倒を見ていた。好奇心旺盛で賢く、薬の調合や料理を器用にこなす。旅の仲間の中で一番生活力がある。美少年を自称し、実際女装しても気付かれないほどの容姿の持ち主でもある（声変わり前というのも一因）。ヨナと天幕で2人きりで寝ていても唯一誰にも警戒されない存在でもあり、仲間全員から自身だけ男扱いされていない。
絶壁から落ち怪我を負っていたヨナとハクを助け、結果として神官を探していたヨナをイクスに引き合わせた。ヨナ達が旅立つ際、イクスの世界を知った方が良いという勧めにより、二人と同行することとなる。
心優しく面倒見のいい性格だが、貧しい出自で苦労したため、民を救おうともしない王や貴族を嫌っており、ヨナに出会った当初はそのあまりの無知さにあきれ、辛く当たっていた。だが、ヨナと行動を共にするうちに彼女の優しさや強さを目の当たりにし、次第に彼女を認めるようになる。旅の過程で様々な貴族や軍人に触れるうちに、「元からの悪人はいないのかもしれない」と考えを変えていく。水の部族では千樹草に興味を示し、火の部族の軍人には医療の腕を頼られるようになり、空の部族の医療班からも貪欲に医療を学んでいる。偶然に四龍が代々短命であることを知るが、その際には動揺して涙ぐんでおり、情に厚い。
戦闘能力は全く無いが、戦闘以外は大抵何でもこなせる。道中では火薬や医薬の心得を生かして活躍し、裁縫、商売や戦略の面でも有能な、一種の天才。初登場時には「本を一度読んだだけですべて覚える」と発言し舞は未習得だったが「次はきっと踊り覚えるからっ」と発言するなど知識欲も旺盛。生活能力が無いヨナ達にとって必要不可欠の存在で、ユンを怒らせるとまともな食事ができなくなるため、結構な発言権がある。仲間の心の機微にも鋭く、ハクやジェハに対し集団生活に面倒事は持ち込むな、と発言することもあるが、必要以上の口出しはしない。ギャグシーンでは度々、旅の仲間に（そして作者に）皆の母親扱いされる。

キジャ（白龍）
声 - 森田成一、千菅春香（幼少期） 演 - 北村諒
四龍の一人で、右手に龍の力を宿している。初登場時20歳。4月6日生まれ。身長175センチメートル。この世界では珍しい白銀色の髪に、青い瞳を持つ。肌の色は際立って白く、とても美しい容姿をしている。
龍の鱗を纏う右手を持ち、人間離れした攻撃力を持つ。右手は常人より一回り大きい程度の大きさから、成人男性の頭を余裕で鷲掴みできる大きさにまで調節できる。普段は通常の大きさを保ち、包帯で鱗を隠している。ヨナと出会った瞬間に洗礼を受け主として見出し、半日後には仲間として共に旅立った。
性格は生真面目で天然。大切に育てられ里を出たことがなかったため、世間知らずな面が大きい。虫が大の苦手で体も若干弱い。箱入りなので肌が綺麗。白龍の里で育っただけあって、主と共に戦う準備はそこそこ出来ており、相当な覚悟も持つ。馬にも騎乗できるが、広い場所で騎乗した経験は少ない。白龍の里では四龍を絶対視していたためか、四龍が揃った戦場では非常にポジティブで前向き。
四龍は兄弟のようなものと考えている。特にシンアに対して兄のように世話を焼いており、ジェハやゼノのこともよく気にかけている。四龍の使命に誇りを持ち、自身のことを「白蛇」と呼ぶハクとは諍いが絶えなかった。最近はこの呼び名にも慣れ、ハクとの折り合いも良い。
背中に、先代白龍である実の父につけられた、深い掻き傷の跡を持つ。主を渇望する気持ちに共感できるため父への遺恨はなく、同様に歴代白龍の無念を全て受け止める、器の大きい一面も。またそれによる歴代白龍の加護があるためか、霊感の類いは一切感じない。
ヨナに対して四龍の中では最も忠誠心に近い感情を抱いているが、それ以外の感情もある様子。彼自身は「龍は王の臣下であり、王を縛るべきではない」と考えているため、ヨナに対しても臣下として接するよう努めている。

シンア（青龍）
声 - 岡本信彦、小林沙苗（幼少期） 演 - 鷹松宏一
四龍の一人で、眼に龍の力を宿している。初登場時18歳。1月3日生まれ。身長180センチメートル。名を持っていなかったため、ヨナにより"月の光"の意の「シンア」と命名された。青い髪に、美黄金の瞳を持つ。目の下には代々青龍にだけ表れる模様がある。
自身の眼を見た者の神経を麻痺する能力があり、その能力を恐れ忌む里で生まれ育った。相手の麻痺は自分の麻痺として返ってくるため、先代青龍（アオ）から能力の使用を禁じられていた。アオの死後、僅か4歳にして大勢の兵士を返り討ちにした。人を傷つけないよう、里の穴倉の中でひっそりと生きてきたが、手を差し伸べてくれたヨナを信じて旅の仲間に加わった。遠視・透視能力を持っており、常人では不可能なほど遠方の景色、物理的にはばまれた場所の景色までをもはっきり見ることができる。
性格はおとなしく寡黙で、基本的に言葉を発さないので、仲間に加わった当初は心情がやや伝わりづらい面があった。過去に受けた心の傷から青龍の眼を人に見せることを拒んでおり、眼を隠すために、顔の上半分を覆う「面」を常時着用したり、目の部分だけ布を巻いたりしているが、上述の透視能力により行動に支障はない。能力を100％解放すればあらゆるものが透けて見えるが体力の消耗が激しく気軽には使えない。戦闘時にも余程の危機が迫らない限り、眼の麻痺能力は使用しない。先代から教わった剣の技術はとても高く、大抵は剣で応戦する。
巻が進むにつれ仲間に瞳を見せることも増え、必要に応じて会話をするようになった。仲間をとても大切に思っており、仲間が傷つけられたときはすべてを敵に回してでも戦うことを決意している。火の部族の村で盗賊相手に麻痺能力を使った際には、シンアの眼を見た盗賊は龍を見ているが、真国では離れた所にいて直接眼を見ていない刺客も龍を見ている。
アオ（プッキュー）
声 - 山本希望
青龍の里でシンアと一緒にいたメスのリス。リスでありながら肉食で魚でも何でも食べ、食欲が尋常ではない。シンアにより先代青龍の名をとって"アオ"と名付けられたが、「ぷっきゅー」という鳴き声からユンや作者などにはプッキューと呼ばれている。仲間が傷ついたとき・体調不良の時はどんぐりの押し売りで元気付けようとする。コマに合わせて上手く移動し、気がつくと仲間の肩にいる、そんな愛すべきマスコット的存在。

ジェハ（緑龍）
声 - 諏訪部順一 演 - 木村達成
四龍の一人で、右脚に龍の力を宿している。初回登場時25歳。5月4日生まれ。身長188センチメートル。自由を愛し、美しさに拘りを持つ。珍しい緑の髪に緑の瞳を持ち、長髪をリボンで結わえている。
鱗を纏う右脚から繰り出す驚異的な脚力により「跳ぶ」ことができる。まるで空を「飛ぶ」かの如く見えることから、阿波の都では空舞う海賊と囁かれていた。暗器を好み、上空から飛び道具で敵を攻撃するのを得意とする。服の中に常時多数隠し持っているが、収納方法は不明。龍の脚の見た目を嫌っており、包帯で巻いて滅多に靴を脱がない。真国で囚われた際に初めて巨大化した足を公開したが、声のみの描写で、その姿は描かれていない。
緑龍の里で生まれ育つが、先代の緑龍の死亡と同時に自由を求めて里を逃げ出す。その後四龍の宿命を拒み続け、四龍に決して出会わないように各地を転々としていた後に、悪行を働く阿波の領主クムジ（声 - 菅生隆之）に対抗していた救海賊（義賊）のギガン（声 - 榊原良子）の元に居着く。ギガンや気の置けない仲間達と共に戦っている最中、ヨナ達に発見される。ヨナと出会った後も四龍の宿命に抗い続けていたが、クムジを打倒した後にヨナの仲間として旅に加わる。
美しいものと強いものが好きで、女性を見れば砂を吐くようなセリフで口説く。本人曰く、真綿で包むように大切にする主義で、踏まれても蹴られても追いかけるが、追われると冷める主義。四龍と対等に渡り合うハクの強さに惚れ込んでいる描写もある。何だかんだ面倒見が良く、仲間のお兄さん的存在でもある。ユン以外で普通の料理ができる数少ない存在。
ヨナを女の子として守りたいという気持ちが強く、ユンからは恋情だと思われているが、ハクに対しては一歩譲る言動が多い。作中ではこの微妙な気持ちの詳細は不明。どこまでが龍の感情でどこからが自分の想いなのか、本人も明確に区別できていない。ハクの、ヨナとの微妙な距離感やスウォンに対する感情を察し、四龍の中では誰よりもそのことに気を配っている。ハク告白後は自分なりに折り合いをつけた様子。

ゼノ（黄龍）
声 - 下野紘 演 - 橋本祥平
四龍の一人で、体に龍の力を宿している。外見は17歳。8月30日生まれ。身長166センチメートル。金髪に青い瞳を持ち、頭に布と龍の紋章の入った首飾りを巻いている。建国神話では「頑丈な体を持つ」。
黄龍の能力である、不老不死の体を持つ。緋龍王と共に戦った初代黄龍本人であり、外見は黄龍の血を飲んだ17歳の時から変化しておらず、数千年の時を生きながら緋龍王の生まれ変わりを待ち続けていた。
一人称は「俺」だが、自分の名前を忘れないよう「ゼノ」と言うことのほうが多い。仲間の名前を一度も呼んだことはなく、ヨナのことは「娘さん」、ハクは「兄ちゃん」、ユンは「ぼうず」、スウォンは「王様兄ちゃん」、他の四龍達のことは「白龍」、「青龍」、「緑龍」と呼んでいる。呑気で無邪気に見えるが、勘が鋭く、戦場の不穏な空気を感じ取ったり、気まぐれに予言を残したり、意味深な言葉を発したりする。時折緋龍王や国に関する情報を提供するが、表情を陰らせる上、全てを語るわけではない。当初は常に穏やかに笑っていたが、巻が進むにつれ、感情を露わにすることが増える。
本人は「四龍の中では落ちこぼれ」と自称する。生身の戦闘能力はヨナ以下で、一切の武器を扱えない。戦闘時には盾を持ってヨナやユンを庇いつつ逃げる程度。しかし彼一人ならば、剣で貫かれようが腕や首を落とされようが再生する体を使い、いつまでも戦い続けることが可能。傷を再生した部分は一時的に鋼のような鱗に覆われるため、部位によっては腕力や脚力も強化され、キジャやジェハもどきの能力が現れる。しかし目を抉ってもシンアの能力は現れない。痛みは感じる。通常時は非力なため、縄などの拘束には弱い。死なないようにできているため、緋龍城から離れすぎると他の三龍は免疫力が低下するのに対し、ゼノは傷の治りが遅くなる。飢え死にはしないが空腹にはなる。酒に酔いすぎることもない。常にヨナの近くで行動し、いつでも身を盾にできるよう心構えしている他、戦場では殿を申し出るなど、自分の身よりも仲間を労る描写が圧倒的に多い。自分に対して過保護な四龍達に対しては「怪我をしても平気だし、むしろ（死なないという意味で）一番安全だから守らなくていい」と積極的に伝えているが、周囲が聞き入れる様子はない。
ユンに「ボウズのとこの神官兄ちゃんと一緒」と言っているように昔は神の声が聞けたらしいが、龍の血を飲んでから神の声が聞けなくなった。龍の力を得た当初は、傷の治りが早いだけだとして、本人も周囲もその真の能力を把握していなかったが、戦で傷を受けて不死の能力を知る。緋龍王の死後、目立つ能力を持ち狙われるようになった他の三龍を城から送り出すと、自らは一人残って神官の真似事をしながら城で王子や妃を支えていた。民を犠牲にしたくないという緋龍王の意志を継ぎ、小さないざこざ以外は一人で闘い鎮め続けていた。いつまでも変わらない外見を周囲から不気味に思われ、遂には城を去る。他の龍達と死に別れ、孤独に彷徨っていたところをカヤという娘に出会う。共に過ごすうちに心を通わせ婚姻したが、カヤの病により死別する。明るく無邪気な性格と自分の名前を一人称とするのは彼女からの影響が考えられる。
緋龍王が地上に降りた時に龍達から賜ったという首飾りを持っている。龍の紋章が彫られており、過去、不死を悟った緋龍王がゼノに与えたもの。手放しても手放してもゼノの元に戻ってくるという不思議な力があり、緋龍城から去る際も、置いてきたにもかかわらず気付くと手元に戻っていた。詳細は不明。現在は頭に布とともに巻いている。
ヨナ達の焼く肉に引き寄せられる形で偶然出会ったかのように登場したが、実際はかなり前から、ヨナが王に値する存在か試す意味で、距離を取りながら監視していた。突然の登場に他の龍達は「気配は察していたが、近すぎて逆に疑ってしまった」と口にした。実は普通に料理ができる。

### 空の部族
イル
声 - 赤城進
高華王国・空の部族第10代目国王。ヨナの父親、スウォンの叔父。第一話でスウォンに弑逆される。
ヨナが幼いころ最愛の妻である王妃を賊によって弑逆され、悲劇を繰り返さないために再婚しなかったため、実子は皇女ヨナのみである。ヨナのスウォンに対する想いを知った上で、彼を後継者には出来ない旨を告げたが、ヨナの夫・次期国王の最有力候補者である筈のスウォンを否定した経緯や真意は不明。スウォンを彼が幼いころから厳しい目で見ていたようである。
優しく平和主義で戦や諍いを嫌う穏やかな性格であり、人間としては美点とされるが、一国の元首としてはむしろ欠点だったと評価されている。波風を立てず平穏を保つことに終始して領地を譲り国力を低下させてしまったため、周囲には他部族や他国の言いなりな「臆病な王」と評され、国民からは民の救いにならない「酷い王」と恨まれていた。しかし、ヨナへの求婚を邪魔されてカッとなったテジュンの剣を素手で握って場を収め、穏やかな顔で傷と流れる血を隠すなど、実は強い意志を持つ人物とも描かれている。武器を厭い誰もが傷つかない世界を理想だと揺るがない人物として死後もハクの敬愛と称賛を受けている。国の弱体化・民の不幸を招いた極端なまでの低姿勢の理由は不明。
カシ
故人。イルの妻でヨナの母、第10代目国王王妃。
ヨナが幼いころ賊により弑逆されているが、詳細は不明。若いころ、後にカン・スジンの妻となるイグニと親しくしていた。ヨナが誕生した直後、四龍や神の力について言及している。
ユホン
声 - 江川央生
故人。スウォンの父親でイルの兄、ヨナの伯父。
王位継承権を持つ長男でありながら先王に次期国王として選ばれなかったが、王位に興味は無かったため、それほど気にしていなかったという。
勇猛果敢な武人であり、軍を率いて弟王や民を守ることに尽力したが事故に遭い命を落とす（スウォンは「本当はイル王に刺殺された」とヨナに語っており、彼がイルを暗殺する動機のひとつになっているが、真相は不明）。王位を左右する神官を疎み追放した。かつては空の将軍であり、17年前には真国との戦で捕虜にした者の首を刎ねている。敵・味方の区分けがはっきりとしていて、敵と認識した者には全く容赦がない。
ヨンヒ
ユホンの妻でスウォンの母。体が弱く担当医務官がいた。幼きスウォンが風邪を引いた際も見舞うことが出来ないほど。実は緋龍王の末裔で、周囲にはその真実を秘匿していたが、ユホンには嫁入り前に秘密裏に打ち明けていた。
ジュナム
故人。高華王国・空の部族第9代目国王。イルとユホンの父親、ヨナとスウォンの祖父。在位中は戦を行い、国土を広げ、強国を作り上げた。誰もがユホンが次期国王となることを疑わない中、何故か軟弱と酷評される次男のイルを次代の国王に選ぶ。イルが愚王と評されるならば、その原因を作った人物。
ハン・ジュド
声 - 中谷一博、演 - 三浦知之
空の部族の族長で、五将軍の一人。34歳で独身。頬に傷を持つ強面の男。王族は空の部族に属しているため、空の部族に限り族長は王の次に権力のある者となる。また王の血を継ぐものが王族に値するため、彼自身は王族ではなく、ヨナやスウォンの親戚にはあたらない。彼自身は、近衛兵から叩き上げで将軍となった。
スウォン即位後は側近として仕えており、スウォンの情より国を大切にする姿勢を高く評価している。性格は真面目だが、堅物でやや短気な一面があり怒鳴ることや説教が多い。また、地の部族長イ・グンテとの折り合いが悪い。4歳年長ということで以前は敬語を使っていたが、次第にため口で罵倒することが多くなった。顔を合わせれば一方的にからかわれている。昔はグンテの方が強かったが、今は互角の戦闘能力を持つ。
本心では幼いころから知っているヨナの不幸を願ってはいなかった。偶然再会した折には、ヨナが生きていたことに心の中で安堵したが、スウォンを選んだ自身がヨナに対して情を持ってはいけないと葛藤し動揺していた。一方で、ハクに対しては異常なほどの警戒心を持っている。
ケイシュク
声 - 吉野裕行
スウォンの参謀。25歳。王位簒奪以前ミンスから情報を引き出していた。スウォンの王位簒奪から登場。元々はスウォンの父親に仕えていた。スウォンに婚姻するよう積極的に薦めており、スウォンのためにスウォンの意に反する時もある。
ミンス
声 - 山本和臣
イル王の側仕え。ハクの一歳下で初登場時17歳。立場上ハクやヨナとも絡むことが多く、仲も良かった。
スウォンが謀反を起こした折、ヨナ達を逃すために囮となり矢に撃たれて絶命したと思われていたが、空都にある情報屋の酒場でヨナ達と再会する。王宮配属以前はスウォンの母ヨンヒの医務官であった母親とスウォンの屋敷に居たらしく、実はスウォンとは昔からの顔見知りだった。スウォンの王位簒奪に協力したわけではないが屋敷に居たころに世話になったケイシュクに世間話のつもりで城の様子を話したために、意図せずスウォン側の密偵となっていた。再会してからは、ヨナのために密かに行動する。
スウォンの医務官でもある。ヨナが緋龍城に戻った際には、ヨナの側仕えとしても働いている。

### 風の部族
ソン・ムンドク
声 - 斧アツシ（ドラマCD） / 佐々木勝彦（テレビアニメ）
風の部族の長老。ハクの育ての親であり、最大の理解者。
かつては将軍の職に就いており、ユホンと並び最強の武将と称されていた。ハクが将軍となってからは現役を退き、長老を務めている。
ヨナ、ハク、スウォンが幼少のころから見守っていたため、スウォンの王位簒奪と、ヨナ、ハクが追放されたことに心を痛めている。
ハクが追放された後、風の部族の代表として最後までスウォンの即位に反対していたが、風の部族を守るため、部族長としてのハクの命を受けてスウォンの即位を承認した。ヨナ達が風牙の都から旅立つ際には、ヨナたちに道を示してくれる神官を探すよう助言した。
ヨナと亡きイルに溢れるほどの忠誠心を抱いており、ハクがイルを"ぽよん"と言ったりヨナを城下町に連れ出したりした際には激しくお仕置きした。
テヨン
声 - 菊池こころ
ハクの弟。ハク同様ムンドクに引き取られた孤児で、2人との血の繋がりはない。昔から肺が弱く時折呼吸マヒを起こすため、特に皆に大事にされている。
テウ
声 - KENN
17歳。ヨナと運命を共にする覚悟のハクに風の部族を託され、後継として任命された新たな年若い部族長。
面倒事が嫌いなユルい性格。ハクに次ぐ槍の腕を持つが、まだまだ未熟で日々ムンドクにしごかれている。また、五部族では最年少の部族長でもある。王位簒奪以降スウォンには心を開いておらず、族長就任以降ハクを意識して行動している。
ヘンデ
声 - 岡本信彦
17歳。のんびりとした性格だが、風の部族一足と馬を駆るのが速く、喧嘩っ早い。テウと共に行動することが多い。
アヤメ
ヨナと同い年の16歳。医術を学んでおり、怪我人の手当てをするシーンが多々ある。
ハクの許嫁だが、ハクとは別に恋人がいる。
サキ
風の部族の青年。アヤメと恋仲。
ノブ
風の部族の青年。気が優しくて力持ち。

### 火の部族
カン・スジン
声 - 飛田展男
火の部族の族長で、五将軍の一人。狡猾な野心家。
最初はスウォンと結託しており、彼が王になるための手助けをしたが、その裏には王位に対する野心があった。火の部族に伝わる童歌にある通り、火の部族が緋龍王の正当な後継者だと信じて、後に戒帝国の豪族リ・ハザラと結託し謀反を起こすも失敗。ヨナ一向に遭遇し、ヨナから王の器ではないと告げられ激昂、現場に駆け付けたスウォンもろとも殺そうとしたが、最後は見下していた部下に見限られ刺殺された。民を顧みず野心ばかりが目立つ男だったが、家族に対しては人並みに愛情を持っており大切に思っていた。
カン・キョウガ
声 - 高橋広樹
火の部族の長子。ヨナをお飾りの姫と蔑み、弟テジュンをも見下していた。少し傲慢で他人に厳しすぎる部分はあるが、潔癖で清廉な人物である。父の謀反の際には弟と母の助命を嘆願し、父の代わりに首を差し出す形で責任を取ろうとるが、スウォンにより新たな部族長・五将軍の一人に任命され空都で新たな統治の形を学ぶことになる。イン・クエルボによる襲撃時ヨナ一行に助けられヨナとハクの生存と四龍の存在を知る。
カン・テジュン
声 - 櫻井孝宏
火の部族の将軍の次男。
幼いころから玉座目当てでヨナを口説いているが、何度もハクに邪魔され失敗している。
イル王死亡後、逃亡中のヨナとハクを追い、玉座のためヨナを残しハクだけを殺害しようとするが失敗。ヨナを追いつめて殺してしまったと罪の意識に苛まれ、ヨナの髪を届け、生じた出来事をありのままにスウォンに報告し、己を罰するよう求めるが、スウォンから罰を受けることはかった。その後、乱闘時のヨナに魅力を感じたのか、思い出しては二度と会えないことを嘆き、日々抜け殻のように過ごしていた。
後にヨナと偶然再会し、ヨナが生きていたことを泣いて喜んだ。民のために努力しているヨナを見て、最初はヨナに喜んで欲しいと不純な動機で民の世話をし始めるが、次第に使命感に目覚めていき部下の忠誠を集めるようになる。部族領の貧しい村を清掃し診療所を設け、衣料や寝具を洗濯し蔓延する病に苦しむ民を救おうと奔走した。その後、ヨナに火の部族領を託されると、絶対に自分が守りきると誓った。父スジンが謀反を企て死亡したことを知ると罪人だろうと裏切り者だろうとただ一人の敬愛する父だと涙を流して悲しんだ。カン・キョウガが空都に滞在する間、スウォンから部族長代理として彩火城を守るよう命じられた。
その後も、高華国が出兵する際はヨナの指示に従って出兵を遅らせるなど、ヨナの願いを最優先にして動いている。
イグニ
カン・スジンの妻。キョウガとテジュンの母。
若いころ、ヨナの母・カシと親しくしていた。ヨナが誕生日した際にはお祝いにもいったらしい。
昔、カシから「この子(ヨナ)にはしろと、あおと、みどりときいろの龍がついている」「この国で神の力を持って生まれてしまった」など、四龍について言及する発言を聞いている。
元は身分の高い貴族の娘で、スジンとは出会う前からの許嫁で、2人の結婚は割と前から決まっていた。
息子たちのすることに普段は口出しはせず、慎ましい女性だが、息子想いで様々な感情を秘めている。
フクチ
声 - 檜山修之（ドラマCD） / 遠藤広之（テレビアニメ）
テジュンの側近。無表情に黙々と行動し、案外有能。ヨナの生存とテジュンの行動を知りつつ黙認し、病に苦しむ火の民のために働くテジュンを補佐する。やや太めの体型で、その理由は痩せたら美形になってしまい主人のテジュンを霞ませてしまうからだと本人は語る。
キルソン
テジュンの部下。加淡村のミレイという老婆の息子が、兵になるために彩火に行ったきり帰ってこないことを聞いたテジュンに、役所で里に帰りたいかと聞かれ、親は亡くなっているだろうから帰っても辛いことと、せめて彩火に住まわせてやりたかったが財力が無く叶わなかったことを伝えた。それを聞いたテジュンは「私は生まれた時より何の労もなく彩火にいる疎ましくないか？」と問われるが、将軍の子息なのだから当然であり、火の部族の発展のために生まれたのだから称えることはあれど疎ましいことは無いと答えた。
病に倒れた際にテジュンの看病を受けたことで恩を感じ、炎里村へ行くというテジュンの命令に先ず従った。テジュンが本当にやろうとしていることが無駄だとは思えないと真意を悟っている。

### 地の部族
イ・グンテ
声 - 相沢まさき
地の部族の族長で、五将軍の一人。褐色肌の野性味溢れる男。38歳。
生粋の武人で、最強の武人と謳われたユホンを尊敬しており、他国から圧力を受け弱体化していく高華王国の現状を憂い、イル王の平和政策に密かな不満を抱いていた。スウォンの王位簒奪には関与していないが真相に気づいている節があり、また「いずれは自分が謀反を起こしていた」と仄めかしている。粗野に見えるが部下や民からは慕われている。
即位したてのスウォンがお忍びで視察に来た際、彼の穏やかでのんびりした態度に「ユホン様の息子とは思えない」と疑念を抱いていたが、一連の出来事を通してスウォンが去るころには考えを改め、次第に信頼関係を築いていく。民思いで人望もあるが統治能力が高いとは言い難く、戦場で暴れたいという願望が優先である。過去に武術大会の試合でハクに敗れている。
ユウノ
声 - 茅野愛衣
グンテの13歳年下の妻。25歳。しかし、童顔で結婚当時などは15歳くらいにしか見えないため、ジュド将軍がグンテの正気を疑った。笑顔を絶やさない温和な性格。元はグンテ付きの侍女だった。花の香りのお茶を畑で育てスウォンの勧めで戒帝国の商団にユウノ茶として販売しているが、個人で行っているので品薄になりがちで入手困難であることがさらに人気を高めている。
チョルラン
声 - 水島大宙
グンテの世話役。グンテを尊敬し敬愛しているが、普段は照れ隠しのため、軽口を叩いている。
ヒデ爺
声 - 千葉繁
鉱山を取り仕切る老人。

### 水の部族
アン・ジュンギ
声 - 石田彰
水の部族の族長で、五将軍の一人。目を患っているため、いつも細めている。優男風で争いを好まず、部族の危機にもなかなか腰を動かさず静観していた。冷静かつ慎重な人物で、南戒との戦の際には水の部族が戦のきっかけになったことを認め、国に協力することを決意した。民が南戒が裏で糸を引く麻薬で苦しんでいるのを、救済しないことが国のためと言ったも同然のケイシュクを圧倒する迫力で睨みつけた。水の部族思い、かつ家族思いで、娘のリリをスウォンの妃に推薦する素振りを見せる。
ハクがヨナに語っていた「目を瞑ってでも的に当てる弓の名手」とは、実は彼のこと。
リリの護衛兼お目付け役のアユラとテトラは、約3年前に開催された武術大会でジュンギ将軍がスカウトした。
アン・リリ
声 - 悠木碧 演 - 三輪紋子
水の部族長の娘。黒髪で青い瞳のお嬢様。勝気な性格で、良くも悪くも世間知らずで少々無鉄砲だが、水の部族のことを彼女なりに考えている。ヨナ達と出会い関わっていく内に己の無知や無力さを恥じ、これからどう行動すべきか真摯に考えるようになる。勝気な面と身分上の問題か友人がいないため、ヨナが初めての友人。ヨナと共に水の部族を救うため戦ううちに、スウォンに襲い掛かるハクを目の当たりにしてしまい、ヨナが高華の姫だと知る。友人として別れを交わし、水の部族のために部族長の娘として出来ることを見つけ戦うことを決意した。
斉国に奴隷としてとらえられた際、処刑台に立されても抗い続ける姿から、水の部族の憧れを一身に集めるようになった。
基本、友人であるヨナの味方だが、スウォンのことも恩人と認識している。恋愛対象としては、グンテのような渋い年上の男性が好み。
アユラ
声 - 茜屋日海夏 演 - 片瀬成美（notall）
リリの護衛兼お目付け役。クールな雰囲気の黒髪の美女。二刀流の剣士で男性にも劣らない実力を持つ。水の部族に身も心も捧げているが、ヨナ達の正体に気がついた際にはテトラと共に胸にしまうことを決め、ヨナたちの旅の無事を願い送り出した。斉国の事件では、四龍と共に奴隷として潜入した。
テトラ
声 - 能登麻美子 演 - 瀬都ちひろ
リリの護衛兼お目付け役。明るい雰囲気の巨乳の美女。素手の戦いに長け男性にも劣らない実力を持つが、ナダイ絡みの事件で刺されて重傷を負う。リリの親代わりを自認しており、とても大切に思っている。

### 戒帝国
リ・ハザラ
声 - 田所陽向
南北に分裂した戒帝国の北部、北戒の豪族の一人。スジンと結託して高華国に侵攻し空都陥落を企てるが、それを読んでいたスウォンにより敗退を余儀なくされ、自身はヨナ達に打ちのめされた。どうにか逃げ帰ったが、スウォンが話し合いの場に応じ初めて直接対面した際に、優しげな顔の印象と一見甘い停戦条件の提示にイル王のように甘い人物ならば再び力を蓄えて侵攻してやろうと考えていた。だが、去り際にスウォンが見せた決意と気迫に浅慮だったことに青ざめた。その後はクエルボに不意打ちで民と都を奪われ、その翼下に置かれている。優れた武器や馬はほとんどトゥーリ族のものとなっている。
カザック
南戒の貴族で丸々と太った巨漢。ヒヨウの要求に応じ船団を引き連れる。仙水を占拠し、水の部族から高華国を崩壊させようと目論む。
カルガン
戒帝国から商船に潜り込み密入国した少年で、地の部族領の国境沿いの村で出会う。何日も歩き回って空腹だったため、ヨナからユン特製おむすびを盗んだ。惚れっぽい性格なのか、鳥を射落としたヨナに惚れて求婚したかと思えば料理上手なユンを女と勘違いしユンにも求婚していた。ハクの笑顔を見つめているヨナの視線や気持ちに気がつくなど、子供にしてはなかなか鋭い観察眼を持つ。国境付近に兵士が集まり始めて村に帰れなくなってしまったが、ジェハの飛翔する力によって送り届けてもらった。彼が高華国に来たのは彼の村を含めた金州は高華国の領土であった時代もあり、村の人々が高華国を懐かしがっていたため、高華国を見てみたかったから。高熱と頭痛に倒れた四龍のために薬を入手するが、スウォン率いる高華国軍に敗れた戒帝国軍の兵士による町村での虐殺や破壊に遭遇し、必死にヨナ達の元に逃げ帰る。
イン・クエルボ
声 - 小林親弘
千州よりさらに北の豪族。勢いをつけてきた元遊牧民族でトゥーリ族の王。火の部族領へ侵攻し、兵力差で一時優勢に立つが、ヨナ一行の加勢により退却する。ヨナとユン、ジェハ、ゼノを捕らえ、ジェハとゼノを戦場に連れていく。トゥーリ族は一夫多妻制で、民のためにヨナを嫁に取ることも選択肢の一つとして考えていた。ユーランに対しては愛妻家。
ユーラン
声 - 上田麗奈
イン・クエルボの妻。ヨナがトゥーリ族に捕らわれていた際に、クエルボに命じられてヨナの身の回りの世話をしていた。
ゴビに、「ヨナを受け渡せば、クエルボがヨナに構うことは無くなり、あなたが嫉妬の炎に焼かれることはない」と言われた際には、「私の思いはそのことには無関係」と、ヨナを守るという芯の強い一面もある。
クエルボを深く敬愛している。

### 斉国
ツバル
灯水町の旅籠屋の女将でリリの知人。実は斉国のナダイ商人でナダイの流通をつぶしているリリが邪魔で息子が行方不明だと嘘をつき、誘い出す。
クシビ
斉国の国王の叔父で宰相。甥である国王のカザグモよりも力があり、経済力を有する。水の部族領と接する国境に砦を築き、水の部族を制圧し民に名を知らしめようとする。リリを水の部族長の息女とは知らなかったとはいえ、処刑しようとしたことと千人もの兵を僅かな手勢で抑えられたことで、砦の解体と水の部族からさらってきた民を解放することを約束し高華国へ連行された。
ホツマ
斉国の国王、カザクモの叔父。軍事力をもつ。また、クシビやクヴァと共に政を行っていた。しかし、クヴァが亡くなってから水の部族領と接する国境にクシビと競うように砦を築き、高華国への侵攻を目論んでいる。

### 真国
タオ
真国の第二王女。スウォンの配下と勘違いしてヨナたちを自分の邸宅へ連れてきた。斉国を属国とした高華国に兵を上げようとする姉コウレンとは違い軍事力の差を考え、属国になることで民の犠牲を避けようとする。童顔で若く見えるが19歳。ヨナからはお小さいのにしっかりしていると年下に見られていた。
ヴォルド
声 - 羽多野渉
タオの従者で五星の一人。23歳。ヨナたちを連れてくるために真国との国境の山道で接触を図る。ヨナたちには敬語だが、アルギラには少々口調が荒くなる。タオやコウレン各々の本質をよく理解しており、従うだけでなく時には諫める言葉もかけるなど側で支えつつ見守る。冷静沈着で生真面目な性格だが姫たち姉妹のことやバラバラになってしまった五星を想うなど情に厚く仲間想いな面もある。開戦派であるネグロも「あいつが(五星の中で)一番まともだった」と零したりと自由気質な他3人と比べ常識人とされ信頼されていた様子。
アルギラ
声 - 逢坂良太
タオの従者で五星の一人。19歳。猫好きでリスのアオも気に入る。長い三つ編みを背中に垂らしている。ハクも心中でいい腕だと称するほど腕が立つ。好意を感じた人物の名前の語尾に「にゃん」とつけ呼ぶ癖がある。15歳の時、五星を決める武術大会決勝にてヴォルドに勝ち優勝しているが出場理由も「コウレン姫に仕えるため」でなくいい加減なものであったりと性格は単純・自由奔放かつ好戦的。真面目なヴォルドとは反りが合わない。
コウレン
真国の第一王女。27歳。潸潸で偶然ヨナとハクに出会う。ヨナも見惚れるほど美しい顔立ちをしており、王の片鱗をのぞかせる振る舞いや高いカリスマ性の持ち主。17年前の戦で捕虜になった民や兵士がユホンによって首を刎ねられ、釈放すると言って真国の城門に投げ入れられたことで、ユホンの息子であるスウォンに屈してはならないと考えている。民への慈しみの心を持つ反面、高華国に対する強い憎悪や反感に囚われて生きる。潸潸にて戦の準備を進める。剣の腕は確かなものでありハクも「あの剣術は並大抵の努力ではない」と評している。
ネグロ
コウレンの従者で五星の一人。35歳。総角のような髪型をしている。17年前の高華国との戦で生還するも顔に傷を負う。そのためコウレン同様、高華国に対して強い憎しみを抱いている。コウレンと出会ったのもこの戦から帰還した際でありそのころから忠臣として仕えている。五星の中ではリーダー的存在だったと見られる。
ヨタカ
コウレンの従者で五星の一人。24歳。キジャに肌の手入れについて聞くなど、武人であるが美に対する意識が高い。錘のような武器は、振り下ろされた地面一帯がひび割れるほどの威力を持つ。幼いころから高華国に対し強い憎しみを抱いている。五星となってから4年後、タオ姫側についたヴォルドを裏切り者と思っている節がある。
ミザリ
コウレンの従者で五星の一人。16歳。幼いころコウレンに拾われて以来、彼女を盲目的に慕い神と崇める。そのため開戦派の中で彼のみ高華国への憎悪でなく純粋な「コウレン様のため」という想いで動いている。目的のためなら手段を選ばない問題児で、コウレン以外に同じ開戦派であるネグロやヨタカを慕っているが彼らからは度々叱られている。タオの寝所に忍び込み殺害を試みる。四龍を馬鹿にした味方の兵士を斬りつけるなど、常軌を逸した行動をとったために幽閉される。
ゴビ
声 - チョー
真国の神官。反戦派の貴族たちを率いて、国境に駆けつける。タオこそ神に選ばれた次期真国王であると国王に進言している。コウレンに「タオ姫はこの国に愛と平和をもたらす。国王様と貴女様はその神の声に聞く耳を持たず、己が憎しみのために民を地獄へと道連れに…」と言い放つが、コウレンには私よりタオを御しやすいと考え王にさせたがっていると、看破されている。タオに擦り寄っていたようだが、心の内を見抜かれており距離を置かれている。裏でネグロ、ヨタカ、ミザリを襲撃せさ、国境の野営地でコウレンへの不信感を煽るように画策する。
四龍に興味を示し、ヨナもろとも手に入れようとするも失敗。後に戒国にも四龍の素晴らしさを吹き込み、煽動したが、捕らえられた。

### その他
イクス
声 - 金丸淳一
イル王の兄ユホンにより王宮から追放された先代神官の後を継いだ神官。初登場時は33歳。
神官ではあるが、先代や他の神官は追放されたか処刑されたため、身分を隠し国を放浪していた。その後はユンと共に誰も踏み入れないとされている絶壁の下に隠れ住んでいた。自分では何もできないためユンに世話されているが、実際はユンの保護者として成長を見守っている。自分の食事を後回しにしてまで、他人を救おうとする優しく心清らかな人物。
神託により、ヨナに四龍を探すよう告げた。
オギ
空都の情報屋の頭。ハクも幼少期にスウォンと一緒に迷子になったヨナを探した際に面識がある。スウォンと会うために竜水にてヴォルドの知人を訪ねた際に偶然居合わせ、ヨナとハクに再会した。ハクに、スウォンがイル王を殺し自分とヨナまでも殺したと考えていたのではないかと指摘され、動揺を隠し切れなかったが、幼少期のヨナ達の仲の良さを認めており、現在の状況に少し悲しい素振りを見せる一面もあった。
ヒヨウ
演 - 小野一貴
四泉や仙水などに店を持ちナダイを取り扱う闇商人。額に傷があり、歳は35くらいだがとても若く見える。ヨナに新たな傷を額につけられたことを恨み、彼女をつけ狙う。ナダイの中毒者を麻薬人形と呼び刺客として使う。ヨナを刺そうとしたがハクによって殴り飛ばされた。
グエン
声 - 森田成一
初代白龍。緋龍王に対して四龍の中で一番敬意をもっていたように思われる。ゼノのことを気にかけ、城から出たら自分の所に来るように言っていた。死の間際までゼノを思っていた。
アビ
声 - 岡本信彦
初代青龍。眼の力の反動で麻痺状態になるとゼノに助けられていた。四龍の力を狙う者たちに捕えられて以来、緋龍王の廟に入り浸り眼を隠すようになる。城を出る時は亡き王を思い泣いていた。
シュテン
声 - 諏訪部順一
初代緑龍。何の力もないと思われていたゼノを役立たずと馬鹿にしていた。槍の使い手。
先代白龍
声 - 柳田淳一
キジャの父で彼に再び王は現れ、白龍の血が王を探し出すと話していた。緋龍王の迎えを渇望していたため、生まれたばかりの我が子が新たな白龍だと知った時は自身が血を繋ぐだけの龍で緋龍王の迎えが来ないことを悟り、絶望の余りキジャの背中に傷を付けてしまう。そのため、キジャとは監視付き制限付きでしか会えずに親子間の交流は少なかった。父の死を察知し忍んできたキジャを婆と勘違いして只人の手となった右手をキジャに見せ、今ならキジャに触れてよいだろうかと親らしい心の内を明かした。たまらずに抱き着いたその正体がキジャだと気がつくと、最後に彼の名を呟き息絶えた。
ガロウ（先代緑龍）
里を逃げ出そうとするジェハを何度も捕まえていた。通常は新しい龍が生まれると先代は3 - 4年で死ぬのだが、12年生き抜いた。15歳の時に一度里を逃げ出すが、特に行きたい場所も会いたい人もいないことに気づく。いつか憧れた緋龍王伝説のような王が迎えに来ることもなく、空しく思っていた時に新しい龍が生まれたと感じ取り、里に戻ってジェハの世話係を務めていた。遂に力が完全にジェハに移り、命がいつ尽きてもおかしくない恐怖ゆえに八つ当たりでジェハを殴ったりもしたが、最期は鎖を断ち切って逃亡を図るジェハを里人に立ち向かい逃がすと、彼を護ってくれるよう龍神に泣きながら願い息絶えた。
アオ（先代青龍）
声 - 宮本充
シンアの育ての親であり剣の師。新しい青龍（シンア）が生まれた際、名を持っていなかったので自らをアオと名乗った。無造作に伸ばした長髪に無精髭を生やし野生染みた風貌を持つ。性格は極めて厳しく粗暴で口調も荒いが、不器用な優しさを垣間見せることもあった。疎まれた青龍の力を完全に失うと「俺は人間だ」と狂ったように歓喜の叫びをあげたが、一人残してゆく幼きシンアには涙を流して謝罪し息絶えた。
カヤ
声-花澤香菜
ゼノの妻。病を人にうつさないために一人で暮らしていた。行き倒れていたゼノを助け、共に過ごすうちに心を通わせ婚姻したが、病で死別する。大雑把で楽観的な性格や、名を忘れかけていたゼノに「名前を忘れないために自分で自分の名を呼ぶといい」と教えるなど、現在のゼノの人格形成に大きく影響を与えた人物だと考えられる。
昔の青龍
山中で野営をする際に偶然見つけた龍の石像の口にアオ（プッキュー）が飲み込まされそうになったためにシンアが切り落としたことで地下の墓所から目覚めたかつての青龍。青龍の里が賊に襲われたとき、囮となり、地下に閉じ込められた。封印を解いたシンアの身体に憑りつき、能力を解放した。

## 用語

### 国家
高華王国
天界から下った龍である緋龍王によって建国されたという王国。五つの部族の連合王国であり、その時の最大勢力が王族となる。
現在は空の部族が王の部族であるが、過去には他の部族が王族だったこともある。イル王の時代に他国や豪族の言いなりになり、領地を譲って国力を低下させたが、スウォンが王になってからは盛り返しつつある。各部族の長は将軍と呼ばれ、五部族長の会議が国の意思最高決定機関である。魔法などの超常の力はないようで、戦も刀剣や槍を用いての白兵戦で、騎乗する動物も馬。火薬はあるが兵器として戦場で活用されていない。地域によっては、神の他に龍も信仰対象になっている（緋龍王信仰）。
戒帝国
火の部族領に接する北の大国。権力に翳りが生じて国は南北に分裂し帝国とは呼べなくなっており、北戒はさらに北の境界線に遊牧民族が戦いを仕掛けており皇帝の力は弱まってリ・ハザラのような豪族が力を強めている。南戒は官吏や商人が移り住んで気候も安定しており、皇帝の従兄弟が仮初めの玉座にいる。
千州
戒帝国の北部（北戒）にあり、火の部族領との国境沿いに位置する土地。北戒の豪族リ・ハザラが治めている。かつては一部が高華国の領土であり、火の部族領であった。ヨナ達一行が火の部族の痩せた貧しい土地を救うために、何かヒントになるものはないかと立ち寄った千里村がある。成り行きで戦で亡くなった人の魂と火の部族の怒りを鎮める火鎮の祭に参加することとなり、そこに住む人々と親交を深めた結果、貴重なイザの実を手に入れ高華国へと持ち帰ることが出来た。
金州
かつては高華国の領土であり、地の部族領であった。今は戒帝国（南戒）の領土だが、その前は高華国さらに前は戒帝国の領土であったりと複雑な経緯をもつ。高華国に領土返還を求められて拒否したために侵攻され、数日の内に戒帝国軍は制圧された。その結果、自国の敗残兵により金橘は虐殺と略奪が行われ、戦が引き起こす悲しみと憎悪の嵐が吹き荒れた。

真国
風の部族領と接する南の国。斉国の東にある。東と南は海に面している。温暖な気候で資源も比較的豊富にある。高華国との国交は途絶えており、国の状態はあまり知られていない。高華国による北戒と南戒の一部の制圧、斉国の属国化によって国は2つの派閥に分かれている。第一王女コウレンは国を束ね高華国に戦を仕掛けようとしており、第二王女タオは真国の軍事力では遠くおよばないために属国になることで民の犠牲を避けようとしている。王は病で伏せり、コウレンが国が取りまとめている。
潸潸（さんさん）
真国の国境近くの町。ヴォルドに連れられてきた町でクシビの砦での戦が人形を使った芝居で語られていた。砦の建設に真国の人間も奴隷として連れていかれており、解放された者の話が芝居として広まり四龍は噂になっている。
五星（ごせい）
真国で特に武術に優れた者に与えられる称号。コウレンが対高華国のために組織した。

斉国
水の部族領と接する南の国。真国の西にある。西と南は海に面している。カザグモという男が王座に就いているが、母のクヴァと叔父のホツマとクシビが実際は政をしていた。三者の利害が一致し協力体制にあったが、クヴァが死にホツマとクシビが王位を狙い始めている。高華国へ侵攻を目論んで競うように砦を造り、ナダイで弱った水の部族を制圧し、民にそれぞれの名を知らしめようとしている。砦の建設のために水の部族領の国境付近の町や自国からも人を連れてきておりナダイで飼い慣らしている。四龍とハク、将軍たちの活躍によりホツマ、クシビの砦は陥落し、水の部族長の息女であるリリを処刑しようとしたことをきっかけにクシビは捕らえられた。ホツマ、クシビ、カザグモはスウォンの条件を受け入れ属国となった。

### 緋龍王・四龍
高華国の建国神話では赤い龍神が人間となり、国を成したという。火の部族には緋龍王信仰の者が多い。四龍は龍神の力を持つ戦士で、緋龍王を守った。現代では四龍の実在は神官が知っているのみである。何らかの形で里の存在を知った賊が、侵入してくることもあるようで、里は移動することが多い。オギ曰く戦場に四龍が出ると噂になっており、四龍と共に赤い髪の女が現れるために緋龍王信仰の者が多い火の部族にはひと目見たいと探している者もいる。
緋龍王
声 - 大川透（テレビアニメ）/新垣樽助（OAD）
高華王国を平定したと言われている初代高華王国国王で、赤い髪の持ち主。戦乱混迷極める人間界を憐れんだ赤い龍神が天界から地上へ下り、人間となり緋龍王と呼ばれるようになった。人間となってからはこれと言って不思議な力は持たず、普通の人間であったらしい。憎まれ裏切られても人間を愛しており、その身が打ち滅ぼされそうになろうとも、「人間など滅ぼし天界に帰ろう」と告げる四龍の求めには応じなかった。そのため緋龍王を愛していた四龍により、せめて緋龍王を守れるようにと四龍の分身として四龍の戦士を賜った。また、戦のない永遠の平穏を夢見ていたが、終わらない争いに心を痛めていた。最期は病がちになり、四龍を残し永遠の眠りに就いた。ゼノ曰く「普通の人間」で、生前には五人の子供がおり、ヨンヒとその息子スウォンは末裔にあたる存在。
四龍の戦士
四龍とも略される。権力を欲する人間達によって緋龍王が打ち滅ぼされそうになった時に天界から舞い降りた白・青・緑・黄の四体の龍により、それぞれの血を与えられた人間の戦士。ある者は何をも引き裂く鋭い爪を、ある者は彼方まで見通す眼を、ある者は天高く跳躍する脚を、ある者は傷つかない頑丈な体を与えられた。戦士達は部族を率いて緋龍王を守り国の混乱を鎮めた。やがて戦い疲れた緋龍王は眠りに就き、役目を終えた戦士達は自らの力を人間の手に余るものと考え姿を消した。
四龍の戦士の力は子孫達へと受け継がれており、彼らは現在でも各地の隠れ里で生活しながら移動をしてきた。そのために四龍の戦士の居所は中々掴めないが、白龍の里だけは移動していないので所在が伝わっている。四龍の里が登場したのは白龍と青龍だけで、物語開始後に既に緑龍と黄龍は本人達が別の場所にいたため、所在不明である。また、四龍の戦士は血を分けた兄弟のような存在であるため、お互いの気配を感じ取ることが出来る。
緋龍城は龍神の加護が強く、城から遠のくと四龍の力が弱る。黄龍以外は体があまり丈夫でなく、緋龍城から離れすぎると病への抵抗力が子供のように低くなる。また、代々早世である。
龍神の力は里の人間の一人にしか発現しないが、新たに産まれた子が四龍の特徴を持っていると龍神の力は数年かけて古い龍（先代）から新しい龍（当代）に移る。先代が力を失うに連れて当代の力が増し、先代は龍神の力を完全に失うと死亡する。先代と当代が親子とは限らないが、白龍の場合は父から息子のキジャに力が受け継がれた。
四龍に対する里人の扱いは里によって異なり、白龍の里では緋龍王と共に崇拝されていたが、青龍の里では「見た者を石に変える呪いの目を持つ者」として忌まれていた。緑龍の里では足に鎖をつけて幽閉していた。
白龍の里
最初に登場した四龍の里で、国境近くの山の中腹にあり霧深き幻の里とのこと。キジャの育った里で四龍の里の中で唯一移動していない里でもある。キジャが婆と呼ぶ老女が取り仕切っており、他の里人は少々排他的ながらも緋龍王や白龍に対して強い敬意を抱いている。そのため赤髪信仰でもあるのかと思うくらいヨナの髪色に反応し、ヨナたちに対して極めて好意的だった。また、各地に情報屋を飛ばしており、外部のことや他の四龍のことにはある程度詳しく敏感らしい。
青龍の里
国境近くの岩山を掘り抜いて作られたシンアの育った里。元は地の部族の土地にあったが、ある日忽然と消えたらしい。一行が訪ねてきて青龍の名を出してもはぐらかし、赤い髪を見ても反応もなかった。龍の力を呪いのように考えており、いつからか代々青龍には面を被せる掟になっている。そのため、シンアも生まれてすぐ面を被せられて育った。里人は青龍の眼を見たら石になると信じているようで、異常なほどシンアを恐れていた。他の龍の存在は一応知っていたようだが、シンアは緋龍王の伝説も四龍のことも教えられずに育ったらしい。白龍の里とは対照的な里。
緑龍の里
ジェハが幼少時に育った里。水の部族の端っこの田舎で普通の村を装っている。
過去に緑龍の力が外部に漏れた際に里人が蹂躙されたため、決して外部に漏れないように長い年月を掛け流浪してひっそり生きていた。その経緯から代々緑龍は空に飛んでいけないように、両手両足を鎖に繋がれて育てられていた。ジェハが先代から緋龍王の伝説を教えられていることから、一応ある程度のことは語り継がれている様子である。緑龍を疫病神のように忌避している点は青龍の里と同じ。

### 部族
空の部族
ヨナ、スウォン、ジュド、イル、ユホンの出身部族。五部族一勢いがある部族で王族でもある。現在、250年間は空の部族による高華王国の支配王朝が継続しているが、過去には火の部族や水の部族が王権を握っていた時期もあるらしい。王都の名は空都で、王の象徴である赤い緋龍城を頂きに築いている。緋龍城の玉座の間の地下には緋龍王の廟があり、ユホンによる神官弾圧の際も危なかったとのこと。医療技術が発達している。
風の部族
勇猛果敢な武人を輩出するも総体的に野心を持たず城らしい城も建てていないらしい。風の赴くままに生きていきたいと考えていてハク曰く「ユルい」が、誇り高い部族。部族は皆家族であるという志を持ち、暖かい人柄の人間が多い。駿馬が多く騎馬戦が得意。視力が良いらしく、ヘンデは真国との国境近くを監視し兵の様子を伝えている。首都は風牙。
火の部族
痩せた土地が多いためか軍備増強を常に行っており、税の取り立てや兵役が厳しい。総合的に野心が強く、緋龍王は炎の龍だと考えており、我らこそが緋龍王の末裔で神の血を引く民だとやや傲慢な一面がある。族長一族は虎視眈々と高華王国の王位を狙っていた。貧富の差が激しく、王侯貴族が贅を極める一方で農民は疲弊し不作の度に餓死者が続出している。首都は立派だが地方の治安は悪く農村地帯では盗賊が横行していた。首都は彩火。他には東火村、加淡村、秋村、炎里村などがある。
地の部族
質実剛健な性質を持ち、武芸に長ける。鉱山と軍事が主要産業。昔は戦の報奨金で潤っていたが、イル王が戦争を禁じた近年は鉱山資源の先細りもあり、困窮していた。スウォンの手助けで商業的に成功し、再び首都に活気が戻りつつある。首都は地心。他には阿波などがある。
水の部族
たゆたう水の如く穏やかで争いを好まない人間が多く、慎重な一面がある。ジュンギの教育もあり兵士は行儀が良い。豊富な緑と水に囲まれた景勝地であり、高華国一美しい地と言われている。他国との貿易が盛んで、他の土地より雨が多い。その美しさとは裏腹に、ナダイという南戒から入ってきた麻薬に沿岸部は徐々に蝕まれつつあり、表沙汰にはならない後ろ暗い闇の部分がある。首都は水呼。他には四泉、仙水などがある。
灯水町
国境付近の行方不明者の多発と斉国のナダイ商人の調査のために赴いた町。一人で斉国に行くつもりのリリを心配したテトラが、ヨナたちに護衛を頼み一緒に調査をすることになった。水神の祭りが開かれており、斉国の密偵が起こしたと思わしき事故のけが人をさらわれる。

### その他
ナダイ
南戒から持ち込まれた麻薬で水の部族の港町に蔓延している。飲んだすぐは快感を覚え痛覚が麻痺するが、徐々に幻覚を見たり全身が砕けるような痛みを感じて凶暴化する。強い中毒性があるらしい。ごく少量であれば、薬になるらしく疲労回復の効果がある。斉国では合法。

## 評価
単行本の帯では、漫画界や小説界などの著名人が推薦文を寄せている。単行本5巻初版帯に三浦建太郎がコメントを寄せたことからはじまり、以降の新刊にもつくようになった。5巻以前の既刊分の単行本にも新たに帯がつけられた。三浦の他に、水野良、あかほりさとる、松下容子、高橋弥七郎、ルビー・パーティー、神山健治、井上堅二らが推薦文を載せている。推薦文によって売上が伸びたことから編集長の友田は本作は販促活動の成功例だとしている。三浦は単行本第6巻発売時の企画としてヨナとハクのイラストを描きおろし、イラストは複製原画とテレホンカードになり、企画応募者に送られた。その後に主要キャラクターらを描き下ろしたイラストも提供し、公式サイトにも掲示されている。
三浦建太郎は「大河伝奇ロマンに新星が!!」と単行本第5巻帯にてコメントしている。高橋弥七郎は単行本第5巻の増刷以降の帯にて「画策と陰謀に始まり、伝説と難題に旅し、愛と情に彩られた娯楽の王道、貴種流離譚。『暁のヨナ』は、それである」とコメント。水野良は「笑顔ひとつで獣も龍もしたがえる 幻想譚（ファンタジー）の姫君はこうでないとね」と単行本第8巻帯にてコメントし、Twitter上では「中華風のファンタジーですが、会話のテンポがとてもよく、コミカルさとシリアスさが絶妙に配合されているので、本格的ながらとても読みやすい作品」と語った。

## 書誌情報
- 草凪みずほ 『暁のヨナ』 白泉社 〈花とゆめコミックス〉、既刊46巻（2025年6月20日現在）
  1. 2010年1月19日発売[22]、ISBN 978-4-592-19081-3
  2. 2010年5月19日発売[23]、ISBN 978-4-592-19082-0
  3. 2010年9月17日発売[24]、ISBN 978-4-592-19083-7
  4. 2011年1月19日発売[25]、ISBN 978-4-592-19084-4
  5. 2011年5月19日発売[26]、ISBN 978-4-592-19085-1
  6. 2011年9月20日発売[27]、ISBN 978-4-592-19086-8
  7. 2011年11月18日発売[28]、ISBN 978-4-592-19087-5
  8. 2012年3月19日発売[29]、ISBN 978-4-592-19088-2
  9. 2012年7月20日発売[30]、ISBN 978-4-592-19089-9 / ISBN 978-4-592-10551-0（ドラマCD付き初回限定版）
  10. 2012年12月20日発売[31]、ISBN 978-4-592-19090-5
  11. 2013年4月19日発売[32]、ISBN 978-4-592-19691-4
  12. 2013年8月20日発売[33]、ISBN 978-4-592-19692-1
  13. 2013年12月20日発売[34]、ISBN 978-4-592-19693-8
  14. 2014年4月18日発売[35]、ISBN 978-4-592-19694-5
  15. 2014年9月19日発売[36]、ISBN 978-4-592-19695-2 / ISBN 978-4-592-10556-5（ドラマCD付き初回限定版）
  16. 2014年12月19日発売[37]、ISBN 978-4-592-19696-9
  17. 2015年3月20日発売[38]、ISBN 978-4-592-19697-6
  18. 2015年6月19日発売[39]、ISBN 978-4-592-19698-3
  19. 2015年9月18日発売[40]、ISBN 978-4-592-19699-0 / ISBN 978-4-592-10512-1（オリジナルアニメDVD付限定版）
  20. 2016年3月18日発売[41][42]、ISBN 978-4-592-21510-3 / ISBN 978-4-592-21802-9（（秘）スケッチ集付き特装版）
  21. 2016年8月19日発売[43]、ISBN 978-4-592-21511-0 / ISBN 978-4-592-10515-2（オリジナルアニメDVD付限定版）
  22. 2016年12月20日発売[44][45]、ISBN 978-4-592-21512-7 / ISBN 978-4-592-10516-9（オリジナルアニメDVD付限定版）
  23. 2017年4月20日発売[46][47]、ISBN 978-4-592-21513-4 / ISBN 978-4-592-10572-5（イラスト集付き限定版）
  24. 2017年8月18日発売[48]、ISBN 978-4-592-21514-1
  25. 2017年12月20日発売[49]、ISBN 978-4-592-21515-8
  26. 2018年4月20日発売[50]、ISBN 978-4-592-21516-5
  27. 2018年8月20日発売[51]、ISBN 978-4-592-21517-2
  28. 2018年11月20日発売[52]、ISBN 978-4-592-21518-9
  29. 2019年4月19日発売[53]、ISBN 978-4-592-21519-6
  30. 2019年8月20日発売[54][55]、ISBN 978-4-592-21520-2 / ISBN 978-4-592-10613-5（Arts Collection限定版）
  31. 2019年12月20日発売[56]、ISBN 978-4-592-22311-5
  32. 2020年4月20日発売[57]、ISBN 978-4-592-22312-2
  33. 2020年8月20日発売[58]、ISBN 978-4-592-22313-9
  34. 2020年12月18日発売[59][60]、ISBN 978-4-592-22314-6 / ISBN 978-4-592-22779-3（暦画付き限定版）
  35. 2021年4月20日発売[61][62]、ISBN 978-4-592-22315-3 / ISBN 978-4-592-22784-7（現パロ番外編＋スケッチ集付き特装版）
  36. 2021年8月19日発売[63]、ISBN 978-4-592-22316-0
  37. 2021年12月20日発売[64]、ISBN 978-4-592-22317-7
  38. 2022年5月20日発売[65]、ISBN 978-4-592-22318-4
  39. 2022年9月20日発売[66]、ISBN 978-4-592-22319-1
  40. 2023年1月20日発売[67]、ISBN 978-4-592-22320-7
  41. 2023年5月19日発売[68]、ISBN 978-4-592-22461-7
  42. 2023年10月20日発売[69]、ISBN 978-4-592-22469-3
  43. 2024年2月20日発売[70]、ISBN 978-4-592-22474-7
  44. 2024年6月20日発売[71]、ISBN 978-4-592-22488-4
  45. 2024年12月20日発売[72]、ISBN 978-4-592-22512-6
  46. 2025年6月20日発売[73]、ISBN 978-4-592-22535-5
- 藤谷燈子・著、草凪みずほ・原作 『小説・暁のヨナ 同じ月の下で』 白泉社 〈花とゆめCOMICSスペシャル花とゆめノベルズ〉、2015年3月20日発売[74]、ISBN 978-4-592-19795-9
- 草凪みずほ『暁のヨナ ファンブック』 白泉社 〈花とゆめCOMICSスペシャル〉、2018年11月20日発売[75]、ISBN 978-4-592-21887-6
- 暁のヨナ 読み切り番外編『ザ花とゆめアオハル』(6/1号)  白泉社 〈花ゆめファンタジー作品学園パロディ「学パロ！」〉[76][77]
  - 2020年4月27日発売

## ドラマCD
単行本や雑誌の付録という形で第四弾まで出ている。キャスティングに関しては著者も希望を出し、CD担当者の意見を参考にしつつ決定された。メインキャストはアニメにも続投された。
暁のヨナ 単行本第9巻 特典ドラマCD
単行本9巻の初回限定版に付属した。第25話をベースにした内容で、第1話から第24話までの展開はダイジェストとなっている。収録時間は約60分。
暁のヨナ 真紅のドラマCD
『花とゆめ』2012年17号（8月4日号）に付属した。単行本1巻から2巻の内容と、6巻描きおろし部分をベースにした内容で収録時間は約60分。
暁のヨナ 緑龍編
『花とゆめ』2013年18号（8月20日号）に付属した「緑龍編 ジェハ、登場」と、『花とゆめ』20号（9月20日号）に付属した「緑龍編 ジェハ、闘う」の前後編となっている。
暁のヨナ 単行本第15巻 特典ドラマCD
単行本15巻の初回限定版に付属した。第41話と第76話をベースにした内容。収録時間は約60分。
暁のヨナ 青くなる森
『花とゆめ』2015年20号（10月5日号）に付属した。
暁のヨナ 小さな贈り物
『花とゆめ』2016年18号（9月5日号）に付属した。
暁のヨナ 斉国編1 寄せ集めの砦
『花とゆめ』2017年18号に付属した。
暁のヨナ 斉国編2 君のもとへ
『花とゆめ』2017年19号に付属した。
暁のヨナ 夢みたものは/お大事に1・2
『花とゆめ』2018年2号（1月10日号）に付属した。
暁のヨナ 大事なものはひとつじゃないけど/お大事に3
『花とゆめ』2018年18号に付属した。

## アニメPV
『花とゆめ』2014年19号にオリジナルアニメPV DVD『ヨナ始』が付属した。色彩や内容など、制作中のアニメ本編とは異なっており、パイロットフィルムとして制作されたものである。

## テレビアニメ
2014年10月より2015年3月までTOKYO MX、サンテレビ、テレビ愛知、熊本放送、BS11、AT-Xにて放送された。全24話。物語の展開や設定はほぼ原作通りで、ゼノ（黄龍）との邂逅（原作コミックス第8巻）までを描く。

### スタッフ
- 原作 - 草凪みずほ（白泉社「花とゆめ」連載）
- 監督 - 米田和弘
- シリーズ構成 - 猪爪慎一
- キャラクターデザイン - 吉川真帆
- サブキャラクターデザイン・総作画監督 - 楠本祐子、松井祐子
- 武器デザイン - 山本翔
- プロップデザイン - 宮川治雄
- 美術設定 - 田村せいき
- 美術監督 - 渡辺三千恵
- 色彩設計 - 垣田由紀子
- 撮影監督 - 福士享
- 編集 - 坂本久美子
- 音楽 - 梁邦彦
- 音楽プロデューサー - 本多洋一
- 音響監督 - 長崎行男
- 音響効果 - 今野康之
- チーフプロデューサー - 丸山創、高見正人、白岡真紀
- プロデューサー - 団野喜人、田口智博〈第19話 - 第24話〉、松井将司、石原史朗、北澤晋一郎、夏中恵、山崎明日香、田島宏行
- アニメーションプロデューサー - 富永禎彦
- アニメーション制作 - studioぴえろ
- 制作 - TOKYO MX
- 製作 - 暁のヨナ製作委員会（マーベラス、バップ〈第1話 - 第18話〉→Age Global Networks〈第19話 - 第24話、OAD〉、ぴえろ、白泉社、TOKYO MX、TOP-INSIGHT、AT-X、ドコモ・アニメストア）

### 主題歌
オープニングテーマ
「暁のヨナ」（第1話 - 第14話）
作曲・編曲 - 梁邦彦
「暁の華」（第15話 - 第23話）
作詞 - SAKI / 作曲 - AZU / 編曲 - SATORI SHIRAISHI & Cyntia / 歌 - Cyntia

エンディングテーマ
「夜」（第1話 - 第14話）
作詞 - 智 / 作曲 - 瑠伊 / 編曲・歌 - vistlip
「暁」（第15話 - 第24話、黄龍ゼノ過去編）
作詞・作曲・編曲・歌 - 志方あきこ
「笑顔の連鎖」（OAD）
作詞 - SAKI / 作曲 - AZU / 編曲 - SATORI SHIRAISHI & CYNTIA / 歌 - Cyntia

### 各話リスト
| 話数       | サブタイトル                                             | 脚本             | 絵コンテ            | 演出             | 作画監督                                                 |
| ---------- | -------------------------------------------------------- | ---------------- | ------------------- | ---------------- | -------------------------------------------------------- |
| 第一話     | 王女ヨナ                                                 | 猪爪慎一         | 米田和弘            | 米田和弘         | 楠本祐子、松井祐子                                       |
| 第二話     | ちぎれた絆                                               | 猪爪慎一         | 北條史也            | 北條史也         | 坪山圭一                                                 |
| 第三話     | 遠い空                                                   | 高橋ナツコ       | 宮崎なぎさ          | 布施康之         | 斉藤大輔、安田祥子 橋本真希                              |
| 第四話     | 風の部族                                                 | 高木聖子         | 北村真咲            | 丸山裕介         | 松岡謙治、豊田桂祐                                       |
| 第五話     | 咆哮                                                     | 大西信介         | 米たにヨシトモ      | 松村政輝         | Cindy H.Yamauchi                                         |
| 第六話     | 紅い髪                                                   | 大西信介         | 横山彰利            | 金森陽子         | 山本航                                                   |
| 第七話     | 天命                                                     | 高木聖子         | 林明偉              | 林明偉           | 菅野智之                                                 |
| 第八話     | 選んだ扉                                                 | 高橋ナツコ       | 北村真咲            | 城所聖明         | 大竹紀子                                                 |
| 第九話     | ふるえる覚悟                                             | 猪爪慎一         | 米田和弘            | 城所聖明         | 清水勝祐、飯飼一幸 橋本真希、たかぎじゅん                |
| 第十話     | 待望                                                     | 高橋ナツコ       | 宮崎なぎさ 米田和弘 | 小高義規         | 坪山圭一、富田美文                                       |
| 第十一話   | 龍の爪                                                   | 高橋ナツコ       | 北村真咲            | 安藤貴史         | 小倉典子                                                 |
| 第十二話   | 目隠しの龍                                               | 大西信介         | 北條史也            | 北條史也         | 山本航                                                   |
| 第十三話   | 反響する恐怖                                             | 大西信介         | 城所聖明            | 城所聖明         | 大竹紀子、富田美文                                       |
| 第十四話   | 光                                                       | 高木聖子         | 北村真咲            | 松村政輝         | 清水勝祐、村上直紀 小澤早依子                            |
| 第十五話   | 新たな地へ                                               | 猪爪慎一         | 林明偉 米田和弘     | ながはまのりひこ | 菅野智之                                                 |
| 第十六話   | 戦ごっこ                                                 | 猪爪慎一         | 横山彰利            | 安藤健           | Cindy H.Yamauchi                                         |
| 第十七話   | 阿波の海賊                                               | 猪爪慎一         | 小高義規            | 小高義規         | たかぎじゅん                                             |
| 第十八話   | 縁                                                       | 高橋ナツコ       | 北村真咲            | 安藤貴史         | 小倉典子、村長由紀                                       |
| 第十九話   | 千樹草の試し                                             | 高木聖子         | 北條史也            | 北條史也         | 遠藤裕一、富田美文 大竹紀子                              |
| 第二十話   | 勇気の連鎖                                               | 大西信介         | 篁蒼氓              | 城所聖明         | 阿部智之                                                 |
| 第二十一話 | 火花                                                     | 森下直           | 美袋一              | 福田きよむ       | 小澤早依子 Kim Bo Kyoung                                 |
| 第二十二話 | 歴史は夜作られる                                         | 森下直           | 米たにヨシトモ      | 安藤貴史         | Cindy H.Yamauchi 楠本祐子、松井祐子                      |
| 第二十三話 | 誓いの朝                                                 | 森下直           | 山本裕介            | 小高義規         | 坪山圭一、大竹紀子 楠本祐子                              |
| 第二十四話 | これから                                                 | 猪爪慎一         | 米田和弘            | 米田和弘         | たかぎじゅん、富田美文 小澤早依子、松井啓一郎 高柳久美子 |
| OAD        | その背には                                               | 猪爪慎一         | 金森陽子            | 金森陽子         | 富田美文、松岡秀明 小倉典子、小澤早依子                  |
| OAD2       | 黄龍ゼノ過去編 前編 「はじまりの龍」                     | ふでやすかずゆき | 金森陽子            | 金森陽子         | 小澤早依子、山本航                                       |
| OAD3       | 黄龍ゼノ過去編 後編 「あかい星が昇る」「今日はおやすみ」 | ふでやすかずゆき | 北村美咲            | 三好正人         | 小澤早依子、小倉典子                                     |

### 放送局
| 放送地域 | 放送局     | 放送期間                       | 放送日時                     | 放送系列       | 備考                            |
| -------- | ---------- | ------------------------------ | ---------------------------- | -------------- | ------------------------------- |
| 日本全域 | AT-X       | 2014年10月7日 - 2015年3月24日  | 火曜 23:00 - 23:30           | CS放送         | 製作委員会参加 リピート放送あり |
| 東京都   | TOKYO MX   | 2014年10月8日 - 2015年3月25日  | 水曜 0:30 - 1:00（火曜深夜） | 独立局         | 制作・製作委員会参加            |
| 兵庫県   | サンテレビ | 2014年10月8日 - 11月12日       | 水曜 0:30 - 1:00（火曜深夜） | 独立局         |                                 |
| 兵庫県   | サンテレビ | 2014年11月19日 - 2015年3月25日 | 水曜 0:40 - 1:10（火曜深夜） | 独立局         |                                 |
| 愛知県   | テレビ愛知 | 2014年10月8日 - 2015年3月25日  | 水曜 1:35 - 2:05（火曜深夜） | テレビ東京系列 |                                 |
| 熊本県   | 熊本放送   | 2014年10月8日 - 2015年3月25日  | 水曜 2:13 - 2:43（火曜深夜） | TBS系列        | 作者の出身地                    |
| 日本全域 | BS11       | 2014年10月8日 - 2015年3月25日  | 水曜 3:00 - 3:30（火曜深夜） | BS放送         | 『ANIME+』枠                    |

| 放送地域 | 放送局             | 放送期間         | 放送日時                     | 放送系列   | 備考 |
| -------- | ------------------ | ---------------- | ---------------------------- | ---------- | --- |
| 日本全域 | dアニメストア      | 2014年10月8日 -  | 水曜 12:00 更新              | ネット配信 | 製作委員会参加 見放題サービス利用者は全話見放題 10月3日 20:00 - 23:00に第1話を先行配信（先着2000名限定） |
| 日本全域 | GYAO!              | 2014年10月8日 -  | 水曜 12:00 更新              | ネット配信 | 最新話1週間無料                                                                                          |
| 日本全域 | ひかりTV           | 2014年10月8日 -  | 水曜 12:00 更新              | ネット配信 | 最新話1週間無料                                                                                          |
| 日本全域 | 楽天ショウタイム   | 2014年10月13日 - | 月曜 0:00（日曜深夜） 更新   | ネット配信 | 最新話1週間無料                                                                                          |
| 日本全域 | バンダイチャンネル | 2014年10月16日 - | 木曜 0:00（水曜深夜） 更新   | ネット配信 | 最新話1週間無料                                                                                          |
| 日本全域 | ビデオマーケット   | 2014年10月16日 - | 木曜 0:00（水曜深夜） 更新   | ネット配信 | 最新話1週間無料                                                                                          |
| 日本全域 | ニコニコ生放送     | 2014年10月15日 - | 水曜 0:00 - 0:30（火曜深夜） | ネット配信 | |
| 日本全域 | ニコニコチャンネル | 2014年10月15日 - | 水曜 0:30（火曜深夜） 更新   | ネット配信 | 最新話1週間無料                                                                                          |
| 日本全域 | U-NEXT             | 2014年10月22日 - | 水曜 15:00 更新              | ネット配信 | |
| 日本全域 | ビデオパス         | 2014年10月23日 - | 木曜 0:00（水曜深夜） 更新   | ネット配信 | |
| 日本全域 | J:COMオンデマンド  | 2014年10月23日 - | 木曜 0:00（水曜深夜） 更新   | ネット配信 | |

### 関連商品

#### BD / DVD
| 巻 | 発売日         | 収録話          | 規格品番   | 規格品番   |
| 巻 | 発売日         | 収録話          | BD         | DVD        |
| -- | -------------- | --------------- | ---------- | ---------- |
| 1  | 2015年5月27日  | 第1話 - 第3話   | VPXY-75141 | VPBY-15671 |
| 2  | 2015年6月24日  | 第4話 - 第6話   | VPXY-75142 | VPBY-15672 |
| 3  | 2015年7月22日  | 第7話 - 第9話   | VPXY-75143 | VPBY-15673 |
| 4  | 2015年8月26日  | 第10話 - 第12話 | VPXY-75144 | VPBY-15674 |
| 5  | 2015年9月16日  | 第13話 - 第15話 | VPXY-75145 | VPBY-15675 |
| 6  | 2015年10月21日 | 第16話 - 第18話 | VPXY-75146 | VPBY-15676 |
| 7  | 2015年11月25日 | 第19話 - 第21話 | VPXY-75147 | VPBY-15677 |
| 8  | 2015年12月23日 | 第22話 - 第24話 | VPXY-75148 | VPBY-15678 |

#### CD
アニメ「暁のヨナ」オリジナル・サウンドトラック（MJSA-01153）
発売日:2015年3月18日　　発売元:マーベラス

### Webラジオ
『暁のヨナ〜高華王国ラジオ〜』のタイトルで音泉にて2014年9月30日から2015年4月7日まで隔週火曜で配信された。全14回。パーソナリティは前野智昭（ハク 役）、小林裕介（スウォン 役）。
ゲスト
- 第1回 - 斎藤千和（ヨナ 役）
- 第2回 - 森田成一（キジャ 役）
- 第3回 - 皆川純子（ユン 役）
- 第9回 - 岡本信彦（シンア 役）
- 第11回 - 諏訪部順一（ジェハ 役）
- 第14回 - 森田成一（キジャ 役）

## 舞台
2015年10月4日、舞台化が明らかにされた。
2018年8月5日、舞台第2弾が発表された。

### 演目
暁のヨナ
『舞台 暁のヨナ』は2016年3月16日 - 21日、東京・EXシアター六本木で上演。
単行本14巻から16巻までにあたる「水の部族編」が舞台化された。
暁のヨナ〜緋色の宿命編〜
『舞台 暁のヨナ〜緋色の宿命編〜』（ひいろのしゅくめいへん）は2018年11月15日 - 25日、東京・EXシアター六本木で上演。
単行本1から7巻にあたる、城を出てから悪徳領主クムジに立ち向かうまでが舞台化された。
前作からは主役のヨナ、ハクのキャストが変更となった。2018年9月3日に全キャストが発表され、四龍、スウォンなど前作から引き続き登場するキャラクターはユン以外が変更となった。
暁のヨナ〜烽火の祈り編〜
『舞台 暁のヨナ〜烽火の祈り編〜』（ほうかのいのりへん）は2019年11月16日 - 23日、東京・EXシアター六本木で上演。
前作から引き続き登場するキャラクターはヨナ、ハク、テジュン、スウォン以外が変更となった。

### 主なキャスト
暁のヨナ
- ヨナ - 新垣里沙
- ハク - 松下優也
- キジャ - 北村諒
- ジェハ - 木村達成
- ゼノ - 橋本祥平
- シンア - 鷹松宏一
- ユン - 樋口裕太
- スウォン - 碕理人
- ヒヨウ - 小野一貴
- アン・リリ - 三輪紋子
- アユラ - 片瀬成美
- テトラ - 瀬都ちひろ
- ハン・ジュド - 三浦知之

暁のヨナ〜緋色の宿命編〜
- ヨナ - 生駒里奈
- ハク - 矢部昌暉（DISH//）
- キジャ - 山本一慶
- ジェハ - 西川俊介
- シンア - 奥谷知弘
- ゼノ - 木津つばさ
- ユン - 樋口裕太
- テジュン - 釣本南
- ギガン - 築山万有美
- クムジ - 久ヶ沢徹
- スウォン - 陳内将

暁のヨナ〜烽火の祈り編〜
- ヨナ - 生駒里奈
- ハク - 矢部昌暉（DISH//）
- キジャ - 塩﨑太智(M!LK)
- ジェハ - 山中柔太朗(M!LK)
- シンア - 曽野舜太(M!LK)
- ゼノ - 堀海登
- ユン - 熊谷魁人
- キョウガ - 山田ジェームス武
- テジュン - 釣本南
- グンテ - 瀬戸祐介
- ユウノ - 本西彩希帆
- スジン - 武智健二
- ハザラ - 寿里
- スウォン - 陳内将

### スタッフ
舞台 暁のヨナ
- 原作：草凪みずほ
- 演出：ますもとたくや
- 脚本：坪田文
- 主催：舞台『暁のヨナ』製作委員会

舞台 暁のヨナ〜緋色の宿命編〜、舞台 暁のヨナ〜烽火の祈り編〜
- 原作：草凪みずほ
- 脚本：早川康介
- 演出：大関真
- 主催：舞台『暁のヨナ』製作委員会

## ミュージカル
2024年7月20日から28日までシアターHにてミュージカルが上演。物語序盤の「四龍集め編」が描かれる。ヨナとハクの役はダブルキャスト。全14公演のうち3公演はRakuten TVでの配信も実施。2025年2月12日にはBlu-rayも発売予定。オープニングでは王蓉による二胡の演奏も行われる。
スタッフ
- 原作：草凪みずほ（白泉社「花とゆめ」）
- 脚本：谷碧仁
- 演出：元吉庸泰
- 作曲・音楽監督：鎌田雅人
- 振付：良知真次
- 企画・制作：WorldCode
- 主催：ミュージカル『暁のヨナ』製作委員会

キャスト
- ヨナ：星名美怜、明音亜弥
- ハク：神永圭佑、草地稜之
- キジャ：木原瑠生
- シンア：吉高志音
- ジェハ：加藤将
- ゼノ：DION
- ユン：飛龍つかさ
- テジュン：佐藤永典
- クムジ：柳瀬大輔
- スウォン：良知真次
- ギガン：剣幸
- その他：晴音アキ、矢島美音、吉田菜都実、茉玲さや那、吉田雄、吉田邑樹、寺島レオン、浅野郁哉、佐渡海斗、千賀翔太

## ゲーム
マフィアモーレ☆
エイタロウソフトのスマートフォン用のモバイルゲーム。
2015年10月に期間限定で、本作のアバターアイテムやボイスフラッグが提供された。

三国志大戦
セガ・インタラクティブのアーケードゲーム。
2019年2月より、本作のヨナをモデルにした袁姫が登場する。声はアニメ版と同じく斎藤千和が担当。